# Japan Women's Open Golf Championship
Het Japan Women's Open is een golftoernooi van de Ladies PGA of Japan Golf Tour.
De eerste editie van het Women's Open was in 1968, net als de eerste editie van het PGA kampioenschap. De eerste winnaar van beide toernooien was Hisako Higuchi, die het Open acht keer won en het PGA kampioenschap negen keer. Ze won ook de eerste twee edities van het World Ladies toernooi in 1973 en 1974.

## Winnaars
| TBS Women's Open - 1968: Hisako Higuchi - 1969: Hisako Higuchi - 1970: Hisako Higuchi Japan Women's Open Golf Championship - 1971: Hisako Higuchi - 1972: Masako Sasaki - 1973: Noriko Kobayashi - 1974: Hisako Higuchi - 1975: Ayako Nihei - 1976: Hisako Higuchi - 1977: Hisako Higuchi - 1978: Takako Kiyomoto - 1979: Nayoko Yoshikawa - 1980: Hisako Higuchi - 1981: Tatsuko Ohsako - 1982: Atsuko Hikage | - 1983: Ai-Yu Tu - 1984: Tatsuko Ohsako - 1985: Yuko Moriguchi - 1986: Ai-Yu Tu - 1987: Nayoko Yoshikawa - 1988: Fukumi Tani - 1989: Hiromi Kobayashi - 1990: Yuko Moriguchi - 1991: Ai-Yu Tu - 1992: Atsuko Hikage - 1993: Ayako Okamoto - 1994: Michiko Hattori - 1995: Ikuyo Shiotani - 1996: Aki Takamura - 1997: Ayako Okamoto - 1998: Natsuko Noro - 1999: Mayumi Murai - 2000: Kaori Higo | - 2001: Miyuki Shimabukuro - 2002: Woo-Soon Ko - 2003: Michiko Hattori - 2004: Yuri Fudoh - 2005: Ai Miyazato - 2006: Jeong Jang - 2007: Shinobu Moromizato - 2008: Ji-Hee Lee - 2009: Bo Bae Song - 2010: Mika Miyazato - 2011: Yukari Baba - 2012: Shanshan Feng |